# Wir danken dir, Gott, wir danken dir, BWV 29

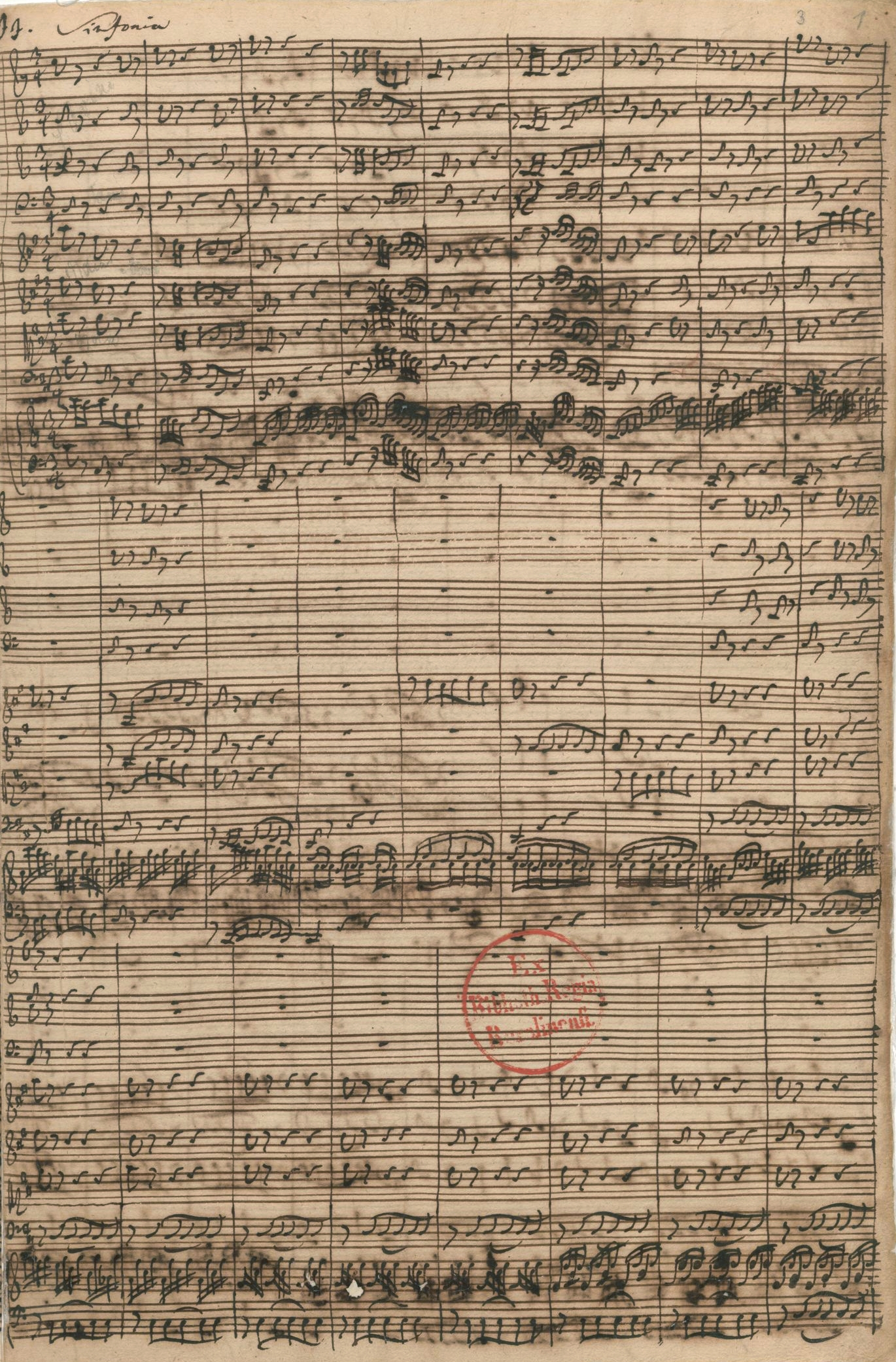
Primera página de la partitura autógrafa.

Wir danken dir, Gott, wir danken dir, BWV 29 (Te damos gracias, oh Dios, te damos gracias) es una cantata de iglesia escrita por Johann Sebastian Bach en Leipzig para Ratswechsel, la inauguración anual del nuevo consejo municipal y fue estrenada el 27 de agosto de 1731.
La cantata formó parte de un servicio festivo en Nikolaikirche. El texto de la cantata de autor desconocido incluye en el movimiento 2 el principio del Salmo 75, y el coral final la quinta estrofa de "Nun lob, mein Seel, den Herren" de Johann Gramann. Bach escribió la obra en ocho movimientos para cuatro voces y una orquesta barroca festiva formada por tres trompetas, timbales, dos oboes, dos violines, viola, un órgano obbligato y bajo continuo. El órgano domina el primer movimiento Sinfonia que Bach derivó de una Partita para violín. La orquesta entera acompaña el primer movimiento coral e interpreta junto con las voces en el coral final, mientras que una secuencia formada por tres arias que se van alternando con dos recitativos está orquestada de manera más íntima.
Bach utilizó la música del movimiento coral en el Gratias agimus tibi y el Dona nobis pacem de su Misa en si menor.

## Historia

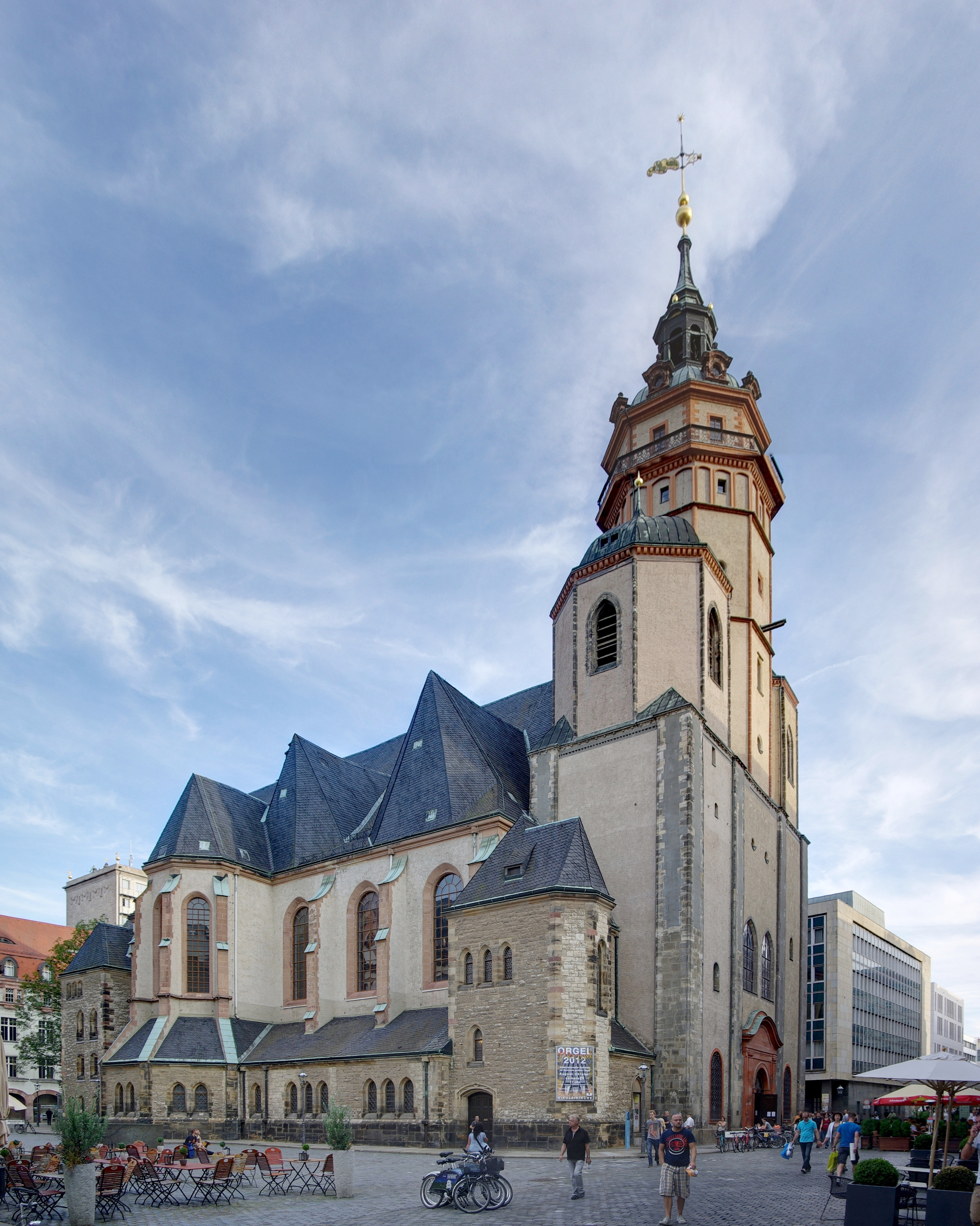
Nikolaikirche, ubicación habitual del servicio para Ratswechsel.

Bach compuso esta cantata en 1731 para Ratswechsel, la inauguración anual del nuevo consejo municipal, que celebraba un servicio festivo en Nikolaikirche el lunes siguientes a la fiesta de San Bartolomé del 24 de agosto. No era una elección democrática, sino una "transferencia de mandato" de los miembros del consejo que fueron nombrados.
La cantata fue interpretada por primera vez el 27 de agosto de 1731. En 1733, adaptó la música del primer movimiento coral con mínimos cambios para el Gratias agimus tibi de su Misa para la corte de Dresde (Kyrie y Gloria), sobre un texto que expresa la misma idea en latín. Según Hofmann, el movimiento se basa en una composición anterior que no se ha conservado. Bach interpretó la cantata para Ratswechsel al menos en dos ocasiones más, el 31 de agosto de 1739 y el 24 de agosto de 1749.  Extendió la Misa de 1733 a su Misa en si menor y concluyó su obra repitiendo la música como Dona nobis pacem.

## Análisis

### Texto
El servicio no era parte del año litúrgico con textos de cantata relacionados con lecturas bíblicas de epístolas o evangelios establecidas. Para esta mismo acontecimiento Bach había escrito la cantata Preise, Jerusalem, den Herrn, BWV 119, durante su primer año en Leipzig, 1723. Para el servicio del Ratswechsel, podía contar como oyentes con todo el consejo (su empleador), probablemente también empleados públicos y representantes de la administración del Elector para la región. El musicólogo Klaus Hofmann afirma: "Era una oportunidad para Bach de mostrar cómo la música sacra era floreciente bajo su dirección y de presentarse a sí mismo como compositor." El texto de la cantata de Wir danken dir, Gott de autor desconocido se incluye en el movimiento 2 el primer versículo del Salmo 75 (Salmos 4:1-7) y como coral final la quinta estrofa del himno de alabanza "Nun lob, mein Seel, den Herren" escrito por Johann Gramann en 1540.

### Instrumentación
La obra está escrita para cuatro solistas vocales (soprano, alto, tenor y bajo) y un coro a cuatro voces; tres trompetas, timbales, dos oboes, dos violines, viola, un órgano obbligato y bajo continuo.
La instrumentación refleja el carácter de la ocasión para la que fue escrito. La partitura autógrafa lleva por título: "Bey der Rahts-Wahl / 1731. / Wir dancken dir, Gott, wir dancken dir. / à / 4 Voci. / 3 Trombe / Tamburi / 2 Hautbois / 2 Violini / Viola / e / Continuo / con Órgano obligato / di / Joh.Seb:Bach".

### Estructura
Consta de ocho movimientos cuya interpretación dura unos 28 minutos. En la siguiente tabla de movimientos, la orquestación sigue la Neue Bach-Ausgabe. Los timbales aparecen junto a las trompetas porque tocan siempre juntos.
| N.º | Tipo       | Texto                                   | Fuente  | Voces  | Metales | Maderas | Cuerda  | Órgano/Bc | Tonalidad            | Compás     |
| --- | ---------- | --------------------------------------- | ------- | ------ | ------- | ------- | ------- | --------- | -------------------- | ---------- |
| 1   | Sinfonia   |                                         |         |        | 3Tr Ti  | 2Ob     | 2Vl Va  | Org Bc    | re mayor             | 3/4        |
| 2   | Coro       | Wir danken dir, Gott, wir danken dir    | Salmo   | SATB   | 3Tr Ti  | 2Ob     | 2Vl Va  | Bc        | re mayor             |            |
| 3   | Aria       | Halleluja, Stärk und Macht              | anon.   | T      |         |         | Vl solo | Bc        | la mayor             | alla breve |
| 4   | Recitativo | Gottlob! es geht uns wohl!              | anon.   | B      |         |         |         | Bc        | fa# menor - mi menor | 4/4        |
| 5   | Aria       | Gedenk an uns mit deiner Liebe          | anon.   | S      |         | Ob      | 2Vl Va  | Bc        | si menor             | 6/8        |
| 6   | Recitativo | Vergiß es ferner nicht, mit deiner Hand | anon.   | A SATB |         |         |         | Bc        | re mayor - re mayor  | 4/4        |
| 7   | Aria       | Halleluja, Stärk und Macht              | anon.   | A      |         |         |         | Org Bc    | re mayor             | 6/8        |
| 8   | Coral      | Sei Lob und Preis mit Ehren             | Gramann | SATB   | 3Tr Ti  | 2Ob     | 2Vl Va  | Bc        | re mayor             | 3/4        |

#### 1. Sinfonia
La cantata es una de las pocas cantatas sacras de Bach que comienza con una sinfonia orquestal. Otra es la temprana Weinen, Klagen, Sorgen, Zagen, BWV 12. La música es un arreglo del preludio de la Partita para violín, BWV 1006 de Bach, de la cual ya había hecho una revisión para órgano y cuerda en 1729 para la cantata nupcial Herr Gott, Beherrscher aller Dinge, BWV 120a. En la cantata para Ratswechsel, el órgano solo toca la parte original del violín "en una virtuosa escritura motriz", mientras que la orquesta completa aporta el acompañamiento.

#### 2.Wir danken dir, Gott, wir danken dir
El primer movimiento vocal es un arreglo del versículo 1 del Salmo 75, "Wir danken dir, Gott, wir danken dir, und verkündigen deine Wunder" (Te damos gracias, oh Dios, te damos gracias y proclamamos tus maravillas). En contraste a la virtuosa introducción, el coro empieza en el estilo del motete en un grave stile antico. El bajo inicia con gran simplicidad un tema en intervalos uniformes; el tenor entra imitando casi inmediatamente, la voz de alto un poco después y por último la soprano. Un contrasujeto ilustra la narración de las maravillas de Dios, embelleciendo las palabras verkündigen ("declarar") y Wunder ("maravillas"). Al principio solo los oboes y la cuerda tocan colla parte con las voces, después una trompeta dobla a la soprano. Más adelante, dos trompetas toman parte en la polifonía y se alcanza un clímax cuando entran la tercera trompeta y los timbales. Hofmann comenta que aunque el movimiento empieza en estilo antiguo, "el método de Bach de intensificación (por medio del cual introduce gradualmente trompetas y, en última instancia, deja que el tema se escuche en stretta) es totalmente barroco.

#### 3.Halleluja, Stärk und Macht
"Halleluja, Stärk und Macht" (Alleluia, fuerza y poder) está dispuesta como un aria para tenor. La voz, un violín solista y el continuo son compañeros en igualdad de condiciones.

#### 4.Gottlob! es geht uns wohl!
El recitativo para bajo "Gottlob! es geht uns wohl!" (¡Gracias a Dios, por nuestro bienestar!) menciona que Dios "sostiene su mano protectoramente y bendiciendo sobre la ciudad".

#### 5.Gedenk an uns mit deiner Liebe
El aria para soprano es una oración "Gedenk an uns mit deiner Liebe" (Acuérdate de nosotros con tu amor)‘’ (Piensa en nosotros con tu amor) por "la futura providencia de dios", descrita por Hofmann como "una pieza de presentación musical llena de calidez y ternura en un oscilante ritmo siciliano. Por tramos largos en las secciones vocales, Bach prescinde del acompañamiento de continuo (es decir, sin el registro bajo instrumental) - una táctica que contribuye eficazmente a la creación de una impresión sonora de ternura y encanto".

#### 6.Vergiß es ferner nicht, mit deiner Hand
El recitativo para alto es una oración por la protección futura, "Vergiß es ferner nicht, mit deiner Hand" (No olvides en adelante, con tu mano)‘’, concluye con un coral Amen al unísono. La sorpresa es una interpretación de una línea citada de la Biblia (Deuteronomio 27:15-26), "und alles Volk soll sagen: Amen!" (Y todo el pueblo responderá y dirá, Amén.).

#### 7.Halleluja, Stärk und Macht
La voz de alto interpreta la última aria, "Halleluja, Stärk und Macht" (Aleluya, fuerza y poder)‘’, repitiendo y reforzando los pensamientos de la primera. La música repite la sección principal del aria de tenor, ahora acompañado por el órgano. Esta estrecha relación dentro de la estructura de la obra del tema (3 y 6) y del instrumento (1 y 6) es poco común en las cantatas de Bach.

#### 8.Sei Lob und Preis mit Ehren
En el coral de cierre, "Sei Lob und Preis mit Ehren" (Alabanza, honor y gloria) las trompetas acentúan los finales de algunas líneas del quinto verso de "Nun lob, mein Seel, den Herren" de Johann Gramann.

## Discografía selecta
De esta pieza se han realizado una serie de grabaciones entre las que destacan las siguientes.
- 1972 – J.S. Bach: Das Kantatenwerk Vol. 2. Nikolaus Harnoncourt, Wiener Sängerknaben, Chorus Viennensis, Concentus Musicus Wien, niño soprano del Wiener Sängerknaben, Paul Esswood, Kurt Equiluz, Max van Egmond (Teldec)
- 1999 – J.S. Bach: Wir danken dir, Gott. Philippe Herreweghe, Collegium Vocale Gent, Deborah York, Ingeborg Danz, Mark Padmore, Peter Kooy (Harmonia Mundi France)
- 2003 – J.S. Bach: Complete Cantatas Vol. 20. Ton Koopman, Amsterdam Baroque Orchestra & Choir, Sandrine Piau, Bogna Bartosz, James Gilchrist, Klaus Mertens (Antoine Marchand)
- 2007 – J.S. Bach: Cantatas BWV 140, 61 & 29. Nikolaus Harnoncourt, Arnold Schoenberg Chor, Concentus Musicus Wien, Christine Schäfer, Bernarda Fink, Werner Güra, Christian Gerhaher (Deutsche Harmonia Mundi)